# Hovsätter
Hovsätter är en ort i Bollnäs kommun belägen i Arbrå socken norr om Arbrå och Arbrå kyrka, söder om Vallsta och väster om Ljusnan och Kyrksjön som älven bildar här. SCB har för bebyggelsen här definierar, avgränsat och namnsatt en småort i Bollnäs kommun, Arbrå och Norra Kyrkbyn.